# Minois
Pour les articles homonymes, voir Minois (homonymie).
Genre
Le genre Minois regroupe des lépidoptères (papillons) de la famille des Nymphalidae et de la sous-famille des Satyrinae.

## Dénomination
Le nom Minois a été donné par Jakob Hübner en 1819.

## Liste des espèces
- Minois aurata (Oberthür, 1909) ; présent en Chine.
- Minois dryas (Scopoli, 1763) — Grand nègre des bois.
  - Minois dryas bipunctatus (Motschulsky, 1861) ; dans l'est de l'Asie et au Japon.
  - Minois dryas septentrionalis Wnukowsky, 1929.
  - Minois dryas shaanxiensis Qian.
- Minois nagasawae (Matsumura).
- Minois paupera (Alphéraky, 1888) ; présent au Tibet et dans l'ouest de la Chine.